# Lugny (Saona y Loira)
 Lugny  es una población y comuna francesa, en la región de Borgoña, departamento de Saona y Loira, en el distrito de Mâcon y cantón de Lugny.

## Demografía
| 749 | 716 | 734 | 725 | 728 | 798 |
| Para los censos de 1962 a 1999 la población legal corresponde a la población sin duplicidades (Fuente: INSEE [Consultar]) |     |     |     |     |     |